# La Gallega
La Gallega település Spanyolországban, Burgos tartományban. La Gallega Rabanera del Pinar, Espejón, Pinilla de los Barruecos és Cabezón de la Sierra községekkel határos. Lakosainak száma 39 fő (2024).

## Népesség
A település népessége az utóbbi években az alábbiak szerint változott:
| Lakosok száma | 93   | 85   | 81   | 72   | 73   | 60   | 53   | 45   | 44   | 39   |
|               | 2001 | 2004 | 2006 | 2009 | 2011 | 2014 | 2016 | 2019 | 2021 | 2024 |